# Манжаліївський район
Манжаліївський район (Манжеліївський) — адміністративно-територіальна одиниця в складі Кременчуцької округи. Районний центр — містечко Манжелія.
Утворено 7 березня 1923 року на базі ліквідованих Манжеліївської, Пісківської волостей ліквідованого Кременчуцького повіту.
1928 року почали організовуватись товариства спільного обробітку землі. 
1928 року район розформовано. До вересня 1930 населені пункти віднесені до складу Великокринківського району, а з 2 вересня 1930 — до Глобинського району.